# Памятник Владимиру Вернадскому (Кременчуг)
Памятник Вернадскому — монумент в городе Кременчуг (Полтавская область, Украина), посвященный русскому, украинскому и советскому учёному, первому президенту Академии наук УССР Владимиру Ивановичу Вернадскому.

## История
Бюст Владимира Ивановича Вернадского был открыт в Октябрьском сквере (ныне — сквер имени Олега Бабаева) в Кременчуге в 2005 году. Авторами выступили полтавский скульптор Николай Николаевич Цись и кременчугский архитектор В. А. Мацан.
Ранее на здании бывшей гостиницы «Виктории» в Кременчуге была установлена мемориальная доска, посвящённая Владимиру Ивановичу Вернадскому и Василию Васильевичу Докучаеву, которые останавливались в ней в 1890 году во время экспедиции.